# تشيس بون
تشيس بون (بالإنجليزية: Chase Boone)‏ هو لاعب كرة قدم أمريكي، ولد في 21 سبتمبر 1995 في بيفيرتون في الولايات المتحدة.